# Dawidowizna
Dawidowizna – wieś w Polsce położona w województwie podlaskim, w powiecie monieckim, w gminie Goniądz.
Wieś królewska w starostwie knyszyńskim w ziemi bielskiej województwa podlaskiego w 1795 roku.
W latach 1954–1971 Dawidowizna znajdowała się w granicach Goniądza.
W latach 1975–1998 miejscowość administracyjnie należała do województwa łomżyńskiego.
Wierni kościoła rzymskokatolickiego należą do parafii św. Agnieszki w Goniądzu.

## Historia
Według spisu ludności z 30 września 1921 Dawidowiznę zamieszkiwało ogółem 109 osób z czego mężczyzn – 49, kobiet – 60. Budynków mieszkalnych było 18.